# Гёймен, Шанвер
Шанвер Гёймен (тур. Şanver Göymen; род. 22 января 1967, Самсун) — турецкий футболист, выступавший на позиции вратаря. Известен как игрок турецкого клуба «Алтай». В составе сборной Турции провёл 5 встреч.

## Карьера

### Клубная
Гёймен начал играть на профессиональном уровне с начала 1990-х. Всю карьеру провёл в турецких лигах различных уровней. Первым клубом вратаря был «Самсунспор», в котором он не получал практики. После выступлений за «Мерзифонспор» из Третьей лиги и двух сезонов за «Денизлиспор» из второй по силе лиге страны, в 1993 году Шанвер перешёл в клуб «Алтай». Здесь футболист провёл наиболее успешный этап своей карьеры: за 6 сезонов он отыграл 154 матча в чемпионате Турции и являлся основным голкипером команды, однако «Алтай» всегда финишировал в середине турнирной таблицы. Наивысшее достижение клуба за тот период — 7 место в сезоне 1997/98. По ходу сезона 1998/99 Гёймен сменил коллектив, подписав контракт с «Коньяспором» из второго дивизиона. Впоследствии играл за команды низших лиг, завершил карьеру футболиста в 2001 году.

### В сборной
Гёймен начал привлекаться в национальную сборную с 1994 года. Дебютировал за турок 21 декабря того же года в товарищеской игре против Италии. С 1995 по 1996 год участвовал ещё в 4 товарищеских встречах. Был включён в состав Турции на чемпионат Европы 1996 в качестве запасного вратаря, не провёл ни одной игры на турнире.